# マレーシアの総選挙
マレーシアの総選挙（マレーシアのそうせんきょ）は、連邦 (全国) レベルと州レベルの2つのレベルで行われる。全国総選挙は、国会の下院である代議院の議員を選ぶためのものであり、州レベルの選挙は、州議会議員を選ぶためのものである。国家執行機関の長である首相と州執行機関の長である州知事は間接選挙により選出される。
サラワク州を除き、伝統的に国会議員と州議会議員の選挙は同時に行われる。

## マレーシア総選挙一覧
- 1955年マラヤ総選挙
  - マラヤ連邦立法評議会議員
  - マレー州立法評議会議員
- 1959年マラヤ総選挙
  - マレーシアとして初の国会下院議員
  - マレーシアとして初の州議会議員
- 1964年マレーシア総選挙
  - マレーシアとして2度目の国会下院議員
  - マレーシアとして2度目の州議会議員
- 1969年マレーシア総選挙
  - マレーシアとして3度目の国会下院議員
  - マレーシアとして3度目の州議会議員
- 1974年マレーシア総選挙
  - マレーシアとして4度目の国会下院議員
  - マレーシアとして4度目の州議会議員
- 1978年マレーシア総選挙
  - マレーシアとして5度目の国会下院議員
  - マレーシアとして5度目の州議会議員
- 1982年マレーシア総選挙
  - マレーシアとして6度目の国会下院議員
  - マレーシアとして6度目の州議会議員
- 1986年マレーシア総選挙
  - マレーシアとして7度目の国会下院議員
  - マレーシアとして7度目の州議会議員
- 1990 年マレーシア総選挙
  - マレーシアとして8度目の国会下院議員
  - マレーシアとして8度目の州議会議員
- 1995年マレーシア総選挙
  - マレーシアとして9度目の国会下院議員
  - マレーシアとして9度目の州議会議員
- 1999 年マレーシア総選挙
  - マレーシアとして10度目の国会下院議員
  - マレーシアとして10度目の州議会議員
- 2004 年マレーシア総選挙
  - マレーシアとして11度目の国会下院議員
  - マレーシアとして11度目の州議会議員
- 2008 年マレーシア総選挙
  - マレーシアとして12度目の国会下院議員
  - マレーシアとして12度目の州議会議員
- 2013 年マレーシア総選挙
  - マレーシアとして13度目の国会下院議員
  - マレーシアとして13度目の州議会議員
- 2018年マレーシア総選挙
  - マレーシアとして14度目の国会下院議員
  - マレーシアとして14度目の州議会議員
- 2022年マレーシア総選挙
  - マレーシアとして15度目の国会下院議
  - マレーシアとして15度目の州議会議員

## マレーシア下院における与党の力
| No. | 年   | 与党   | 与党   | 与党   | 野党   | 野党   | 野党   | 総議席数 |
| --- | ---- | ------ | ------ | ------ | ------ | ------ | ------ | -------- |
| No. | 年   | 議席数 | 議席率 | 投票率 | 議席数 | 議席率 | 投票率 | 総議席数 |
| --  | 1955 | 51     | 98.1   | 79.6   | 1      | 1.9    | 20.4   | 52       |
| 1   | 1959 | 74     | 71.15  | 51.7   | 30     | 28.85  | 48.3   | 104      |
| 2   | 1964 | 89     | 85.58  | 58.5   | 15     | 14.42  | 41.5   | 104      |
| 3   | 1969 | 95     | 66     | 49.2   | 49     | 34     | 50.7   | 144      |
| 4   | 1974 | 135    | 87.66  | 60.7   | 19     | 12.34  | 39.3   | 154      |
| 5   | 1978 | 130    | 84.42  | 57.2   | 24     | 15.58  | 42.8   | 154      |
| 6   | 1982 | 132    | 85.71  | 60.5   | 22     | 14.29  | 39.5   | 154      |
| 7   | 1986 | 148    | 83.62  | 55.8   | 29     | 16.38  | 41.5   | 177      |
| 8   | 1990 | 127    | 70.55  | 53.4   | 53     | 29.45  | 46.6   | 180      |
| 9   | 1995 | 162    | 84.38  | 65.2   | 30     | 15.62  | 34.8   | 198      |
| 10  | 1999 | 148    | 76.68  | 56.5   | 45     | 23.32  | 43.5   | 193      |
| 11  | 2004 | 198    | 90.41  | 63.9   | 21     | 9.59   | 36.1   | 219      |
| 12  | 2008 | 140    | 63.1   | 50.27  | 82     | 36.9   | 46.75  | 222      |
| 13  | 2013 | 133    | 59.9   | 47.38  | 89     | 40.1   | 50.87  | 222      |
| 14  | 2018 | 121    | 54.5   |        | 101    | 45.5   |        | 222      |

- 出典：Arah Aliran Malaysia: Penilaian Pilihan Raya
- 与党：連盟党 (Parti Perikatan)（1959年、1964年）、連盟党およびサラワク人民統一党 (Parti Rakyat Bersatu Sarawak; SUPP)（1969年）、国民戦線 (Barisan Nasional)（1974年から2018年）、希望連盟 (Pakatan Harapan) およびサバ伝統党 (Parti Warisan Sabah)（2018年から2020年）
- 1964年の総選挙にはサバ州とサラワク州が不参加

### 州議会の解散
州議会の解散は州ごとに自由にできるものの、伝統的にはほとんどの州議会は連邦下院が解散するのと同時期に解散される。マレーシア連邦憲法よると、国会下院と州議会は、議会開会日から5年目を迎えると自動的に解散され、選挙は解散後約60日以内 (サバ州およびサラワク州では90日以内) に実施されなければならないことになっている。ただし、これは州の君主が州知事の助言に基づいて、その日より前に解散しない限りにおいてである。
各州の州議会が自動的に解散する日付は以下の通りである。
| 州 (および 州議会)           | 開始日         | 参考文献 | 終了日（その日またはそれ以前） | 次回選挙 （その日またはそれ以前） |
| ---------------------------- | -------------- | -------- | ------------------------------ | --------------------------------- |
| スランゴール（第14回）       | 2018年6月26日  | [ 1 ]    | 2023年6月26日                  | 2023年8月26日                     |
| クランタン（第14回）         | 2018年6月28日  | [ 2 ]    | 2023年6月28日                  | 2023年8月28日                     |
| トレンガヌ（第14回）         | 2018年7月1日   | [ 3 ]    | 2023年7月1日                   | 2023年9月1日                      |
| ネグリ・スンビラン（第14回） | 2018年7月2日   | [ 4 ]    | 2023年7月2日                   | 2023年9月2日                      |
| パハン（第14回）             | 2018年7月2日   | [ 5 ]    | 2023年7月2日                   | 2023年9月2日                      |
| ペラ（第14回）               | 2018年7月3日   | [ 6 ]    | 2023年7月3日                   | 2023年9月3日                      |
| クダ（第14回）               | 2018年7月4日   | [ 7 ]    | 2023年7月4日                   | 2023年9月4日                      |
| プルリス（第14回）           | 2018年7月20日  | [ 8 ]    | 2023年7月20日                  | 2023年9月20日                     |
| ペナン（第14回）             | 2018年8月2日   | [ 9 ]    | 2023年8月2日                   | 2023年10月2日                     |
| サバ（第16回）               | 2020年10月9日  | [ 10 ]   | 2025年10月9日                  | 2025年12月8日                     |
| ムラカ（第15回）             | 2021年12月27日 | [ 11 ]   | 2026年12月27日                 | 2027年2月25日                     |
| サラワク（第19回）           | 2022年2月14日  | [ 12 ]   | 2027年2月14日                  | 2027年4月15日                     |
| ジョホール（第15回）         | 2022年4月21日  | [ 13 ]   | 2027年4月21日                  | 2027年6月19日                     |